# Bucha química
Bucha química (português europeu) ou chumbador químico (português brasileiro) (do inglês chemical anchor) é uma tecnologia de fixação química baseada na coeção entre uma peça metálica (como barra roscada) e suporte rígida (como concreto (betão) ou pedra) usando
adesivo forte com tempo de presa rápida. Em alguns casos esta forma de fixação oferece vantagens sobre fixação mecânica.

## Visão geral
A bucha química consiste em três partes principiais:
- peça metálica como um barra roscada com porca e arruela;
- resina sintética como epóxi ou polietére na forma líquida. Este componente também pode conter agregados como areia siliciosa de granulometria controlada.
- endurecedor.

Há dois tipos de buchas químicas:
- sistema de injeção (do inglês injection system) - uma embalagem consiste de dois partes;
- de ampola (do inglês hammer-in capsule).

## Desvantagens
As buchas químicas têm alguns desvantagens quando comparados com os sistemas de fixação mecânicos:
- Preço mais alto.
- É preciso limpar o furo com ar comprido (usando soprador manual ou compressor) para fornecer boa adesão entre peça metálica e suporte.
- Dependo proporção da mistura (endurecedor e resina), é preciso aguardar o tempo de cura, o que dependo da temperatura e da umidade do suporte (por exemplo, concreto).

## Fabricantes principais
Os fabricantes principais de buchas químicas no mercado mundial são Fischer e Henkel;
no mercado europeu são Soudal, MKT Metall-Kunststoff-Technik e Hilti;
no mercado América do Sul são Grupo Hard, Walsywa, Âncora Rock Bolt e outros.